# Elton 60 - Live at Madison Square Garden
Elton 60 - Live at Madison Square Garden è un concerto del cantautore britannico Elton John, pubblicato in DVD il 28 settembre 2007.

## Il contenuto
Lo show celebra i 60 anni di Elton, compiuti il giorno stesso dell'evento (25 marzo 2007); la performance è anche la sessantesima effettuata dalla rockstar al Madison Square Garden (qui, infatti, John detiene il record del maggior numero di esibizioni live). Il concerto, imponente ed impressionante, è stato aperto da Bill Clinton, il quale ha dichiarato: "Lo amo, perché mi ricorda che dentro siamo rimasti giovani. Se ci avesse dato solo la sua musica, sarebbe già abbastanza. Ma in più, con la fondazione contro l'Aids, mi ha aiutato a pagare le medicine per centinaia di bambini del Kenya nati sieropositivi. Se non era per lui, ora sarebbero morti". Erano presenti numerose celebrità: ad un certo punto della serata, sono saliti sul palco Robin Williams e Whoopi Goldberg, seguiti da Bernie Taupin; lo storico paroliere ha poi diretto il pubblico nell'intonare l'Happy Birthday ad Elton.
Nel corso del concerto sono state eseguite molte delle vecchie glorie eltoniane degli anni settanta apprezzatissime dai fans, come Ballad of a Well-Known Gun, Where to Now St. Peter?, Holiday Inn, Madman Across the Water, Levon, High Flying Bird, Better Off Dead, Roy Rogers e All the Girls Love Alice (la rockstar aveva affermato: "Proveremo a resuscitare canzoni che non cantavo da trent'anni. Alcune me l'ero dimenticate, e la band ha dovuto ricordarmele"); Elton ha inoltre eseguito Empty Garden (Hey Hey Johnny) in memoria di John Lennon (premettendo "Mi disturba così tanto cantarla in qualsiasi altro posto..") e dedicato Something About the Way You ''Look'' Tonight al partner David Furnish. Ad accompagnarlo c'era la Elton John Band (formata dal chitarrista Davey Johnstone, dal batterista Nigel Olsson, dal bassista Bob Birch, dal tastierista Guy Babylon e dal percussionista John Mahon), insieme ad un violoncellista e ad un'imponente sezione di cori.
Il concerto è stato pubblicato in due DVD (a grande richiesta) il 28 settembre 2007, e ha ricevuto grandi apprezzamenti da parte della critica e del pubblico: sfruttando l'eco dell'evento, la raccolta Rocket Man: The Definitive Hits è riuscita a conseguire la numero 2 in patria. I due DVD contenevano anche degli extra, comprendenti tra l'altro diverse esecuzioni live e cinque brani (eseguiti dal vivo) aventi a che fare con New York (Mona Lisas and Mad Hatters, Wouldn't Have You Any Other Way (NYC), Empty Garden (Hey Hey Johnny), Believe e We All Fall In Love Sometimes/Curtains).
Dello show è stata pubblicata anche una versione speciale in cofanetto, composta da due DVD, un CD bonus contenente alcuni brani dell'evento e alcuni gadget.

## Tracce

### Il concerto per intero
1. Sixty Years On
2. Madman Across the Water
3. Where to Now St. Peter?
4. Hercules
5. Ballad of a Well-Known Gun
6. Take Me to the Pilot
7. High Flying Bird
8. Holiday Inn
9. Burn Down the Mission
10. Better Off Dead
11. Levon
12. Empty Garden (Hey Hey Johnny)
13. Intonazione dell'Happy Birthday
14. Daniel
15. Honky Cat
16. Rocket Man
17. I Guess That's Why They Call It the Blues
18. The Bridge
19. Roy Rogers
20. Mona Lisas and Mad Hatters
21. Sorry Seems to Be the Hardest Word
22. Bennie and the Jets
23. All the Girls Love Alice
24. Tiny Dancer
25. Something About the Way You Look Tonight
26. Philadelphia Freedom
27. Sad Songs (Say So Much)
28. Don't Let the Sun Go Down on Me
29. I'm Still Standing
30. The Bitch Is Back
31. Crocodile Rock
32. Saturday Night's Alright for Fighting
33. Funeral for a Friend/Love Lies Bleeding
34. Your Song

### DVD 1

#### Il concerto
1. Sixty Years On
2. Madman Across the Water
3. Where to Now St. Peter?
4. Hercules
5. Ballad of a Well-Known Gun
6. Take Me to the Pilot
7. High Flying Bird
8. Holiday Inn
9. Burn Down the Mission
10. Better Off Dead
11. Levon
12. Empty Garden (Hey Hey Johnny)

#### Live, Rare & Unseen
1. Your Song (Elton at 50 Montage)
2. Border Song (Swiss TV, 1970)
3. Sixty Years On (In Concert, 1970)
4. Tiny Dancer (Sounds for Saturday, 1971)
5. Levon (Sounds for Saturday, 1971)
6. Honky Cat (Royal Festival Hall, 1972)
7. Rocket Man (Royal Festival Hall, 1972)
8. Crocodile Rock (Royal Variety Show, 1972)
9. Goodbye Yellow Brick Road (TOTP, 1973)
10. Daniel (Edinburgh Playhouse Theatre, 1976)
11. Someone Saved My Life Tonight (Edinburgh Playhouse Theatre, 1976)
12. Candle in the Wind (Edinburgh Playhouse Theatre, 1976)
13. Sorry Seems to Be the Hardest Word (Edinburgh Playhouse Theatre, 1976)
14. I'm Still Standing (Night and Day Concert, Wembley, 1984)
15. Bennie and the Jets (Night and Day Concert, Wembley, 1984)
16. Song for Guy (Thank You Australia Concert, 1984)
17. This Train Don't Stop There Anymore (TOTP, 2001)
18. Tinderbox (BBC "In Session", St. Luke's, 2006 - outtake)

### DVD 2

#### Il concerto
1. Intonazione dell'Happy Birthday
2. Daniel
3. Honky Cat
4. Rocket Man
5. I Guess That's Why They Call It the Blues
6. The Bridge
7. Roy Rogers
8. Mona Lisas and Mad Hatters
9. Sorry Seems to Be the Hardest Word
10. Bennie and the Jets
11. All the Girls Love Alice
12. Tiny Dancer
13. Something About the Way You Look Tonight
14. Philadelphia Freedom
15. Sad Songs (Say So Much)
16. Don't Let the Sun Go Down on Me
17. I'm Still Standing
18. The Bitch Is Back
19. Crocodile Rock
20. Saturday Night's Alright for Fighting
21. Funeral for a Friend/Love Lies Bleeding
22. Your Song

#### New York Stories
1. Mona Lisas and Mad Hatters (Royal Festival Hall, 1972)
2. Wouldn't Have You Any Other Way (NYC) (BBC "In Session", St. Luke's, 2006 - outtake)
3. Empty Garden (Hey Hey Johnny) (Hammersmith Odeon, 1982)
4. Believe (Madison Square Garden, 1995)
5. We All Fall In Love Sometimes/Curtains (Madison Square Garden, 2005)

### CD bonus (presente solo nell'edizione speciale)
1. Sixty Years On
2. Ballad of a Well-Known Gun
3. Where to Now St. Peter?
4. Holiday Inn
5. Madman Across the Water
6. Levon
7. Hercules
8. Mona Lisas and Mad Hatters
9. Roy Rogers
10. High Flying Bird
11. Better Off Dead
12. Empty Garden (Hey Hey Johnny)
13. Something About the Way You Look Tonight
14. The Bridge
15. Burn Down the Mission